# 宋弘
| 姓名           | 宋弘                                                                    |
| 時代           | 前漢時代 - 後漢時代                                                     |
| 生没年         | 〔不詳〕                                                                |
| 字・別号       | 仲子（字）                                                              |
| 本貫・出身地等 | 京兆尹長安                                                              |
| 職官           | 侍中〔前漢〕→ 共工〔新〕 →太中大夫〔後漢〕→ 大司空〔後漢〕              |
| 爵位・号等     | 栒邑侯〔後漢〕→ 宣平侯                                                  |
| 陣営・所属等   | 哀帝〔前漢〕→ 平帝〔前漢〕→ 孺子嬰〔前漢〕 → 王莽〔新〕→ 光武帝〔後漢〕 |
| 家族・一族     | 弟：宋嵩、甥：宋由                                                      |

宋 弘（そう こう、生没年不詳）は、中国の前漢時代末期から後漢時代初期にかけての政治家。字は仲子。

## 事跡
宋弘は京兆尹の長安の生まれである。父の宋尚は成帝の治世に少府に任命されている。哀帝の治世には、哀帝の寵臣董賢に逆らって処罰された。
宋弘は若いころから穏和なひととなりであった。哀帝から平帝の治世にかけて侍中を務めた。新の王莽の治世では、共工（前漢の「少府」を改称した官職）に任命された。新が滅亡したあとの内戦のさなか、赤眉軍が長安を占領すると、宋弘のもとには新しい皇帝（劉盆子）に仕えるよう強要する使者が派遣された。抵抗しきれず長安に向かう途上、渭橋で隙を見て入水自殺を図り、あやういところを使用人たちに助けられた。その後「入水がもとで死亡した」と偽って身を隠したので、赤眉軍の政権が崩壊しても道連れにされずに済んだ。
光武帝が赤眉軍の政権を倒し、後漢の世となると、宋弘は召されて太中大夫の地位に就いた。建武2年（26年）2月、王梁の後任として大司空に昇進し、栒邑侯に封じられた。租税・俸禄は全て一族に分け与え、手元には何も残らなかったので、人々はその清廉な品行を賞賛した。その後、宣平侯に転封されている。賢者として知られていた馮翊、桓梁など30余人を官吏として推薦し、彼らはいずれも大臣や高官として活躍した。
建武6年（30年）12月、宋弘は上党太守を弾劾したが、立証することができなかったため、大司空を罷免された（後任は李通）。帰郷して数年を経て死去した。子どもがいなかったため、宣平侯の後継者は不在となり、所領は没収された。

## 糟糠の妻
宋弘は、その事績もさることながら、むしろ「糟糠の妻」という故事成語で知られている。
光武帝の姉の湖陽公主が不幸にも夫に先立たれたため、皇帝は姉のためになんとかよい再婚相手を探してやりたいと思っていた。朝廷の官吏たちのひととなりを話題にして姉の気持ちに探りを入れてみると、公主は「宋弘殿のりっぱなお姿と器の大きさには誰もかないません」と語った。宋弘はすでに結婚していたが、皇帝は「それではまずは一計を案じましょう」と言い、その後宋弘が参内すると、拝謁の場では公主を屏風の陰に隠して、おもむろに宋弘に語りかけた。
「ことわざに『高い地位に昇ったならば、つきあう相手はいまの地位にふさわしい者に代えるものだ。富裕な身になったならば、妻はいまの立場にふさわしい者に代えるものだ』というが、人の心とはやはりそういうものかな」
宋弘は答えて言った。
「『貧乏をしていたころ知り合った友は忘れてはならない。貧乏暮らしで苦労をともにした妻は粗略にしてはならない』と私は聞いております」
皇帝はふりかえって言った。「これは見込みがありませんな。」
このエピソードを伝える『後漢書』「宋弘伝」の記述は次のとおりである。
この「糟糠の妻は堂より下さず」が、故事成語となって今日にまで伝わっている。「糟糠」とは「酒粕と米糠」のことで、粗末な食事の代名詞。「堂より下さず」とは「座敷から下げない」という意味で、つまり正妻の地位から追い出してはならないということである。先述のとおり宋弘と妻の間に子はなかった。宋弘は、祖先の祭祀をりっぱに行い、子孫にもそれを伝えることが最高の美徳である中国において、それよりも「糟糠の妻」に報いることを選んだのである。

## 逸話
- 宋弘は桓譚の学才と博識を見込んで光武帝に推薦し、桓譚は議郎に任じられ、給事中を兼ねた。しかし、皇帝が桓譚に宴会で琴を弾かせてばかりいると知ると、宋弘は推薦したことを後悔し、桓譚を呼び出して厳しく叱責した。桓譚は土下座して謝り、なんとか宋弘に許してもらった。そのことを知らない光武帝はその後の宴会でも桓譚に琴を弾かせようとした。宴会には宋弘も出席していて、その姿を見た桓譚はひどくとりみだした。皇帝がどういうことか問いただすと、宋弘が冠を脱いで皇帝の前に進み出て「私が桓譚を推薦したのは、その忠義と正直さが陛下を導くものと思ったからです。しかし、こうして鄭声[2] を以て朝廷を惑わしているとは、これは私の罪でございます」と謝罪した。皇帝は宴会で見せるくつろいだ表情をあらためて真剣に宋弘に謝罪し、以後、桓譚に給事中の仕事をさせることはなかった。
- あるとき、宋弘が光武帝に謁見した。玉座のそばには新しく制作された屏風が置かれ、美しい女性たちが描かれていた。皇帝は宋弘との話の間にも何度も屏風の美女に見とれた。宋弘がまじめな顔で「未見好徳如好色者（いまだ徳を好むこと、色を好むが如き者を見ず）[3]」と「論語」の章句を口にしたので、皇帝は屏風を直ちに片づけさせた。皇帝笑って「聞義則服（義を聞けばすなわち服す）[4]。これでよろしいか？」と「管子」の一句を借りて問うと、宋弘答えて「陛下が徳を進められる。臣下にとってこれ以上の喜びがありましょうか」。

## 子弟・一族
宋弘の弟の宋嵩は剛直な性格で知られ、官職は河南尹に至った。宋嵩の子の宋由は官職は太尉に至ったが、ときの権力者竇憲に接近しすぎたため、竇憲の失脚に際して官職を奪われ、故郷に追放され自殺に追いこまれた。宋由には宋漢・宋登の2人の息子がいた。宋漢は文武の才能に優れ、地方の総督や軍隊の司令官を歴任した。宋漢の息子が宋則である。あるとき、宋則の10歳になる息子が、奴隷に弦を引かせて弩を射ようとしたが、どういうわけか弦が切れ、暴発した矢が当たった子どもは即死してしまった。奴隷は償いのために死にたいと申し出たが、宋則は事情を察して奴隷を許してやり、人々はその心根に感服したという。宋登には著書「儒林伝」がある。

## 関連記事
- 新末後漢初